# Gorsachius
A Gorsachius a madarak (Aves) osztályának a gödényalakúak (Pelecaniformes) rendjébe, ezen belül a gémfélék (Ardeidae) családjába és a gémformák (Ardeinae) alcsaládjába tartozó nem.

## Rendszertani besorolásuk
A Gorsachius-fajokat korábban a bakcsóformák (Nycticoracinae) alcsaládjába sorolták, azonban az új alaktani- és DNS-vizsgálatok alapján ezt a madárnemet áthelyezték a gémformák alcsaládjába.
Mikor még a bakcsóformák alcsaládjába tartozott, a Gorsachius nembéli madarakat, a rokon Nycticorax-fajok közé sorolták.

## Rendszerezés
A nembe az alábbi 4 faj tartozik:
- japán bakcsó (Gorsachius goisagi) Temminck, 1836
- Gorsachius leuconotus (Wagler, 1827)
- hainani bakcsó (Gorsachius magnificus) (Ogilvie-Grant, 1899)
- maláj bakcsó (Gorsachius melanolophus) Raffles, 1822

### Fordítás
- Ez a szócikk részben vagy egészben  a   Gorsachius című angol Wikipédia-szócikk ezen változatának fordításán alapul.  Az eredeti cikk szerkesztőit annak laptörténete sorolja fel. Ez a jelzés csupán a megfogalmazás eredetét és a szerzői jogokat jelzi, nem szolgál a cikkben szereplő információk forrásmegjelöléseként.